# Жорж Буланже
 Тази статия е за френския генерал.  За британския зоолог вижте Жорж Албер Буланже.  За румънския музикант вижте Жорж Буланже (музикант).
Жорж Ернест Жан-Мари Буланже (на френски: Georges Ernest Jean-Marie Boulanger) е френски генерал и политик. Той постъпва в армията през 1856 и служи в Алжир, Италия, Индокитай и по време на Френско-пруската война. За кратко командва френските войски в Тунис.
След завръщането си във Франция Буланже се включва в политическия живот, като е близък до Радикалната партия и нейния водач Жорж Клемансо. През 1886 е назначен за военен министър и става популярен с националистичните си изказвания, насочени срещу Германия. През 1887 е освободен от поста, а по-късно за неподчинение му е отнета и командната длъжност в армията.
През следващите месеци популярността на генерал Буланже нараства и с подкрепата на бонапартистите той обявява намерението си да се кандидатира за президент. В началото на 1889 става твърде вероятно той да извърши преврат, но след издадената от правителството заповед за арест Буланже бяга от Франция. Това значително намалява подкрепата за него и неговите привърженици губят парламентарните избори през лятото на същата година. През следващите години той живее в Брюксел, Лондон и Джърси, а през 1891 се самоубива.